# دايملر بنز
دايملر بنز (بالألمانية: Daimler-Benz) شركة ألمانية مصنعة للسيارات و‌المحركات والمركبات تأسست عام 1926 ويقع مركزها في مدينة شتوتغارت في ولاية بادن-فورتمبيرغ جنوب ألمانيا.
خلال الحرب العالمية الثانية أشرفت مصانع الشركة على تصميم وتصنيع الدبابة الألمانية بانزر بطرازاتها وفئاتها المختلفة كما صنعت الشركة محركات للغواصات والطائرات الألمانية خلال تلك الفترة.